# Воликов, Семён Антонович

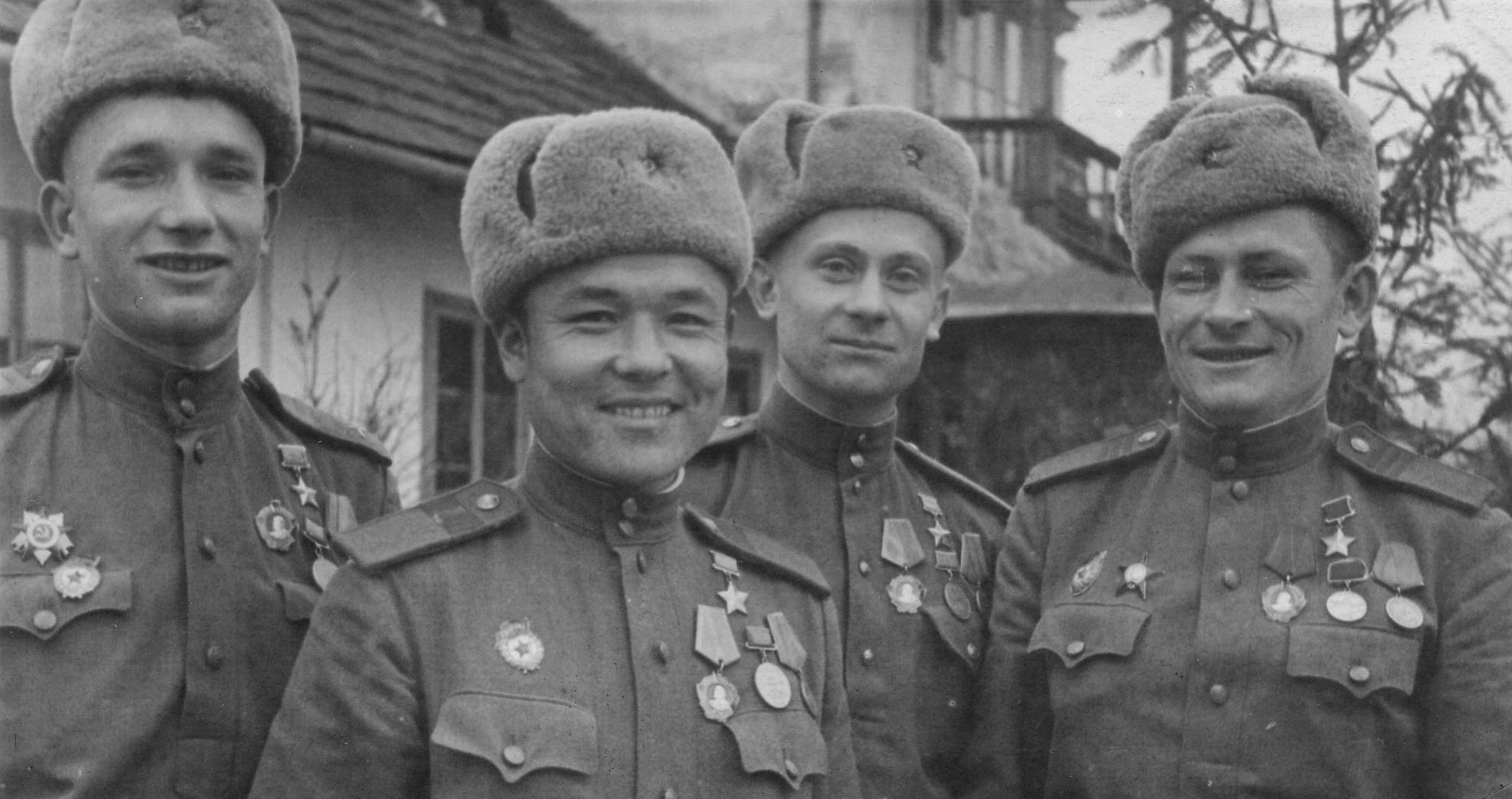
Герои форсирования Днепра в январе 1945 года. Слева направо: гвардии младший сержант Семен Антонович Воликов, гвардии старший сержант Кашаган Джамангараев, гвардии старший сержант Григорий Андреевич Варава, вардии сержант Григорий Александрович Черный. 1-й Украинский фронт.

Семён Антонович Воликов (1923—1983) — участник Великой Отечественной войны, разведчик-наблюдатель 203-го гвардейского гаубичного артиллерийского полка 2-й гвардейской гаубичной артиллерийской бригады 1-й гвардейской артиллерийской Глуховской Краснознамённой дивизии Резерва Главного Командования (РГК) 65-й армии Центрального фронта, гвардии красноармеец, Герой Советского Союза (1943).

## Биография
Родился 2 ноября 1923 года на хуторе Красновка (ныне — Тарасовского района Ростовской области) в крестьянской семье. Русский.
Образование начальное. Работал комбайнёром в Тарасовском зерносовхозе.
В Красной Армии с июня 1941 года. С августа 1941 года — на фронте. Член ВКП(б)/КПСС с 1944 года.
Разведчик-наблюдатель комсомолец гвардии красноармеец Семён Воликов 15 октября 1943 года в составе штурмовой группы на подручных средствах в числе первых преодолел реку Днепр в районе посёлка городского типа Радуль Репкинского района Черниговской области Украины, где участвовал в захвате плацдарма и в отражении вражеских контратак. В ходе боя, когда была нарушена связь со штабом 203-го гвардейского гаубичного артиллерийского полка, красноармеец Воликов под огнём неприятеля переплыл реку, передал командованию разведывательные данные и вновь на подручных средствах возвратился на плацдарм.
С 1947 года Воликов — в запасе. В 1955 году он окончил Высшую партийную школу при ЦК КПСС. До ухода на заслуженный отдых работал парторгом совхоза «Светоч» Милютинского района Ростовской области.
Умер 23 июня 1983 года. Похоронен в станице Милютинская.

## Память
- Мемориальная доска в память о Воликове установлена Российским военно-историческим обществом на здании Красновской средней школы, где он учился.

## Награды
- Указом Президиума Верховного Совета СССР от 24 декабря 1943 года за образцовое выполнение боевых заданий командования на фронте борьбы с немецко-фашистскими захватчиками и проявленные при этом мужество и героизм гвардии красноармейцу Воликову Семёну Антоновичу присвоено звание Героя Советского Союза с вручением ордена Ленина и медали «Золотая Звезда» (№ 2314)[3].

- Медаль «Золотая Звезда» Героя Советского Союза № 2314 (24.12.1943).[4]
- Орден Ленина (24.12.1943).[3]

- Орден Отечественной войны 2 степени (1.09.1944)[5]

- Орден Славы 3 степени (15.02.1945)[6]

- медали, в том числе:
- Медаль «За отвагу» (15.07.1943)[7]

- «В ознаменование 100-летия со дня рождения Владимира Ильича Ленина» (6 апреля 1970)
- «За победу над Германией в Великой Отечественной войне 1941—1945 гг.» (9.5.1945)
- «20 лет Победы в Великой Отечественной войне 1941—1945 гг.» (7 мая 1965[8])
- «30 лет Победы в Великой Отечественной войне 1941—1945 гг.»[9]

- «Ветеран труда»
- «30 лет Советской Армии и Флота»[10]
- «40 лет Вооружённых Сил СССР»[11]
- «50 лет Вооружённых Сил СССР» (26 декабря 1967[12])
- «60 лет Вооружённых Сил СССР» (28 января 1978[13])
- Знак «25 лет победы в Великой Отечественной войне» (1970)